# 亚弗戈蒙
亚弗戈蒙(Aforgomon)是美国小说家霍华德·菲利普·洛夫克拉夫特所创造的克苏鲁神话中的旧日支配者之一。
亚弗戈蒙最早出现在克拉克·A·史密斯(Clark Ashton Smith)的短篇小说《亚弗戈蒙之链》(The Chain of Aforgomon)中，为犹格·索托斯的化身之一，是犹格·索托斯阴暗面的具象化。亚弗戈蒙为许多宗教所崇拜，被视为未来与时间之神，因为它知晓一切的时间和空间。很少有人真正见过它，因为它只有在被激怒时才会现身在人类面前，而且经常伴随着眩目的光线。
亚弗戈蒙的死敌是克萨诺斯(Xexanoth)。